# حسين قاسم
حسين قاسم المحمداوي لاعب كرة قدم سعودي ، يلعب في الظهير الأيسر في نادي الطائي .

## مسيرة اللاعب
مثل نادي الهلال في الفئات السنية و انتقل إلى نادي الاتفاق في عام 2018 و انتقل إلى نادي الفيصلي في عام 2020 و انتقل إلى نادي الطائي في صيف 2022.

## روابط خارجية
- حسين قاسم على موقع Soccerway.com (الإنجليزية)